# The Jelly Jam
I The Jelly Jam sono un supergruppo musicale rock progressivo statunitense formatosi nel 2001.

## Storia del gruppo
In seguito alla pubblicazione dell'album Ice Cycles, avvenuta nel marzo 2000 da parte del supergruppo Platypus, composto dal cantante e chitarrista Ty Tabor (King's X), dal batterista Rod Morgenstein (Dixie Dregs, Winger), dal bassista John Myung (Dream Theater) e dal tastierista Derek Sherinian, la formazione si sciolse.
Poco tempo dopo Tabor, Morgenstein e Myung tornarono a collaborare insieme, formando un nuovo gruppo denominato appunto The Jelly Jam. Firmato un contratto discografico con la Inside Out Music, nel 2002 il trio realizzò e pubblicò il primo album, anch'esso intitolato The Jelly Jam, mentre il 14 settembre 2004 fu la volta del secondo album The Jelly Jam 2.
Dopo sei anni di silenzio a causa dei vari impegni dei singoli componenti con i rispettivi gruppi, il 29 novembre 2010 i The Jelly Jam hanno annunciato la pubblicazione del loro terzo album in studio, intitolato Shall We Descend e uscito agli inizi del 2011 attraverso la Molken Music; nel medesimo periodo il trio ha ripubblicato sempre attraverso la Molken Music le versioni rimasterizzate dei primi due album nel formato MP3.

Il 23 marzo 2016 il gruppo ha annunciato il quarto album Profit, uscito il 27 maggio 2016 attraverso la Mascot Label Group. Il concept dell'album, secondo quanto dichiarato da Tabor, riguarda «una lotta tra il progresso e l'occupazione a tutti i costi e non pensare ad alcun futuro pagamento che sta per essere realizzato»; egli ha inoltre aggiunto:

## Formazione
- Ty Tabor – voce, chitarra
- John Myung – basso
- Rod Morgenstein – batteria, percussioni

## Discografia
- 2002 – The Jelly Jam
- 2004 – The Jelly Jam 2
- 2011 – Shall We Descend
- 2016 – Profit